# Svazek obcí "Osvětimansko"
Svazek obcí "Osvětimansko" je svazek obcí v okresu Uherské Hradiště, jeho sídlem jsou Osvětimany a jeho cílem je zásobování členských obcí vodou, provoz a údržba vybudovaného vodovodu, rozvoj kultury a cestovního ruchu, zajišťování ochrany životního prostředí. Sdružuje celkem 4 obce a byl založen v roce 1995.

## Obce sdružené v mikroregionu
- Hostějov
- Medlovice
- Osvětimany
- Újezdec